# IHF Trophy
IHF Trophy ist ein von der Internationalen Handballföderation (kurz: IHF) veranstalteter Handballwettbewerb für Nationalmannschaften im Bereich Junioren und Jugend. An den Wettbewerben nehmen Nationalmannschaften aus Ländern teil, in denen der Handball noch nicht stark entwickelt ist.

## Wettbewerbe
Die IHF Trophy ist unterteilt in kontinentale Wettbewerbe, die teils wiederum nach den Kriterien Geographie und Leistungsfähigkeit in Zonen gegliedert sind. Die Sieger der jeweiligen Zonen nehmen an den kontinentalen Phasen der IHF Trophy teil, die Gewinner dieser kontinentalen Phasen an der interkontinentalen Phase des Wettbewerbs (IHF Inter-Continental Trophy).
Mit den Platzierungen in den Wettbewerben sind Startberechtigungen für die Weltmeisterschaften der IHF verbunden.

## Austragungen der interkontinentalen Phase (IHF Inter-Continental Trophy)

### AltersklasseYouth– männlich
| Jahr | Gastgeber  | 1. Platz   | 2. Platz | weitere Teilnehmer                                                                    | Anmerkung |
| ---- | ---------- | ---------- | -------- | ------------------------------------------------------------------------------------- | --- |
| 2019 | Kosovo     | Taiwan     | Nigeria  | Kosovo (3. Platz), Kanada (4. Platz), Paraguay (5. Platz), Neuseeland (6. Platz)      | Sieger Taiwan war ebenso wie der Zweitplatzierte Nigeria über die kontinentale Meisterschaft für die U-19-Weltmeisterschaft 2019 qualifiziert.        |
| 2023 | Costa Rica | Guadeloupe | Georgien | Nigeria (3. Platz), Nikaragua (4. Platz), Tahiti (5. Platz)                           | Sieger Guadeloupe war wegen seines Status’ nicht startberechtigt für die U-19-Weltmeisterschaft 2023, daher nahm der Zweitplatzierte (Georgien) teil. |
| 2025 | Kosovo     | Kosovo     | Nigeria  | USA (3. Platz), Usbekistan (4. Platz), Nikaragua (5. Platz), Neukaledonien (6. Platz) | Der Sieger (Kosovo) ist startberechtigt bei der U-19-Weltmeisterschaft 2025.                                                                          |

### AltersklasseYouth– weiblich
| Jahr | Gastgeber  | 1. Platz | 2. Platz | weitere Teilnehmer                                                                        | Anmerkung |
| ---- | ---------- | -------- | -------- | ----------------------------------------------------------------------------------------- | --- |
| 2024 | Usbekistan | Kosovo   | Nigeria  | Usbekistan (3. Platz) Neukaledonien (4. Platz) Guadeloupe (5. Platz) Guatemala (6. Platz) | Der Sieger ist startberechtigt bei der U-18-Weltmeisterschaft 2024. Alisa Matskevich (USB) war mit 26 Treffern die beste Torwerferin. |
| 2026 | n. n.      | n. n.    | n. n.    | n. n.                                                                                     | Der Sieger ist startberechtigt bei der U-18-Weltmeisterschaft 2026.                                                                   |

### AltersklasseJunior– männlich
| Jahr | Gastgeber  | 1. Platz | 2. Platz   | weitere Teilnehmer                                                                            | Anmerkung |
| ---- | ---------- | -------- | ---------- | --------------------------------------------------------------------------------------------- | --- |
| 2011 | Indien     | Finnland | Venezuela  | Benin (3. Platz) Indien (4. Platz) Australien (5. Platz)                                      | |
| 2013 | Mexiko     | Moldau   | Mexiko     | Nigeria (3. Platz) Usbekistan (4. Platz) Australien (5. Platz)                                | |
| 2015 | Bulgarien  | Färöer   | Kap Verde  | Kolumbien (3. Platz) Usbekistan (4. Platz) Tahiti (5. Platz)                                  | |
| 2019 | Kosovo     | Kosovo   | Rep. China | Vereinigte Staaten (3. Platz), Paraguay (4. Platz), Nigeria (5. Platz), Australien (6. Platz) | Kosovo war als Sieger für die U-21-Weltmeisterschaft 2019 qualifiziert. |
| 2023 | Costa Rica | Kuba     | Guinea     | Vereinigtes Königreich (3. Platz), Costa Rica (4. Platz), Australien (5. Platz)               | Sieger Kuba war schon über die Nordamerikanische und karibische Junioren-Meisterschaft 2022 für die U-21-Weltmeisterschaft 2023 qualifiziert. Der Zweitplatzierte Guinea zog seine Teilnahme zurück; die IHF vergab den Startplatz letztlich anderweitig.                                                   |
| 2025 | Kosovo     | USA      | Usbekistan | Ruanda (3. Platz), Bulgarien (4. Platz), Nikaragua (5. Platz), Neukaledonien (6. Platz)       | Der Sieger ist startberechtigt bei der U-21-Weltmeisterschaft 2025. Da das Team der USA bereits als Zweitplatzierter der Nordamerikanischen und Karibischen Meisterschaft 2024 für die Weltmeisterschaft qualifiziert war, ging der Startplatz an den Drittplatzierten dieses kontinentalen Turniers, Kuba. |

### AltersklasseJunior– weiblich
| Jahr | Gastgeber  | 1. Platz   | 2. Platz               | weitere Teilnehmer                                                           | Anmerkung |
| ---- | ---------- | ---------- | ---------------------- | ---------------------------------------------------------------------------- | --- |
| 2011 | Kasachstan | Finnland   | Kasachstan             | DR Kongo (3. Platz) Kuba (4. Platz)                                          | |
| 2013 | Mexiko     | Bulgarien  | DR Kongo               | Kanada (3. Platz) Thailand (4. Platz) Australien (5. Platz)                  | |
| 2015 | Bulgarien  | Guadeloupe | Bulgarien              | Usbekistan (3. Platz) Senegal (4. Platz) Neuseeland (5. Platz)               | |
| 2024 | Usbekistan | Usbekistan | Vereinigtes Königreich | Guinea (3. Platz) Mexiko (4. Platz) Neukaledonien (5. Platz) Peru (6. Platz) | Der Sieger ist startberechtigt bei der U-20-Weltmeisterschaft 2024. Sevinch Erkabaeva (USB) war mit 28 Treffern die beste Torwerferin. |
| 2026 | n. n.      | n. n.      | n. n.                  | n. n.                                                                        | Der Sieger ist startberechtigt bei der U-20-Weltmeisterschaft 2026.                                                                    |